# 亞力酒
亞力酒（阿拉伯語：عرق，英語：或Araq）是一款蒸餾酒，起源於黎凡特，在中東地區的伊拉克、黎巴嫩、巴勒斯坦、敘利亞、約旦以及以色列等國家，亞力酒都是傳統的酒飲。

## 历史
Arak这个名词来源于阿拉伯语中的“ﻋﺮﻕ”，意思是“汗”。其发音根据不同地理方言而不同。
在东南亚地区有一种称作Arrack的酒亞拉克，有时也被称作Arak（如印度尼西亚的巴厘），但是这是两种不同的酒。此外在亚美尼亚、伊朗、阿塞拜疆和格鲁吉亚，将伏特加统称为“aragh”，也有时会与“Arak”一名相混淆。
这种蒸馏酒在元代传入中国，称阿剌吉、哈喇基等，後形成中國燒酒、日本燒酒、韓國燒酒及琉球燒酒等。

## 生产
高品質的葡萄是生产上乘亚力酒的关键。葡萄藤应该熟透，通常认为需要长成金黄色泽。利用地中海天然气候，自然的阳光和雨水进行种植，而不采用人工灌溉。九月下旬到十月期间，收获的葡萄被集中放入桶中榨汁，并留在桶中发酵长达3周。整个过程中需要偶尔搅拌酒液以释放发酵过程中产生的二氧化碳。
随后的工艺是将酒液蒸馏，虽然多种蒸馏器都被使用，但是有些会被认为对酒的风味产生影响，摩尔人的銅制蒸馏壺被认为是最正宗的。
第一遍蒸馏之后的原液会加入茴香籽，进行第二遍蒸馏。每家酒的酒精与茴香的比例各有不同，这也是各款酒品质高低的關鍵因素。第二遍蒸馏一般会采用可接受的最低温度进行。
对于高品质的亚力酒，蒸餾完成后还需要进行陈酿。陈酿过程中会蒸发掉一部分水分，称作“天使份额”。陈酿通常要持续十二个月，然后生产出的酒才能被认作是上品。
在地中海东部地区（以色列、巴勒斯坦、约旦、黎巴嫩和叙利亚），亞力酒是通過蒸餾發酵的葡萄汁製成的，有时也会加入糖。伊拉克出产的亚力酒与之类似，但只是使用发酵的椰枣汁。

## 饮用

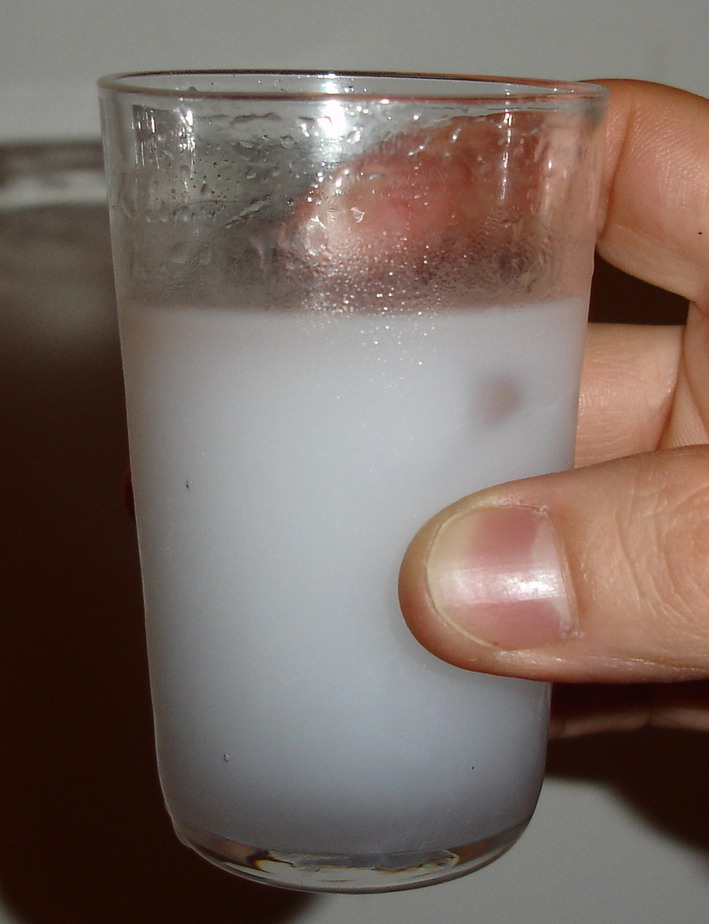
加了水和冰块的中东亚力酒

通常将1/3的亚力酒和2/3的水，盛在地中海东部地区一种名为ibrik（阿拉伯語：ﺇﺑﺮﻳﻖ）的容器中混合，混合后将酒水倒入事先装了冰块的小杯子中。与许多茴香味利口酒一样，當亚力酒與水混合時会发生乌佐效应，从透明的液体变成乳白色，这是因为酒中的茴香脑和茴香精油溶于酒精而不溶于水，使得稀释后液體中的微小颗粒产生散射，形成乳白色的不透明效果。与拉克酒一样，传统上中东亚力酒也伴着称之为“Mezza”的小菜饮用。Mezza可以包括几十種小食。另外，烧烤配大蒜酱也是與亚力酒搭配的最佳選擇。
如果先将酒倒入酒杯，再加入冰块，则会在酒液表面形成一层不雅觀的薄膜，因为冰块会导致油脂凝固。而如果先加水稀释的话，酒精中的油脂则会先悬浮乳化，均匀的分散在酒液中，形成好看的牛奶色。为了避免这中情况，饮酒者通常会避免重复使用同一个杯子来饮酒。在酒馆中，如果客人点了一瓶亚力酒，服务员通常會提供数个杯子供客人使用。